# ORP Odważny
L'ORP Odważny était une vedette-torpilleur polonais du Projet 664 (Bitny, selon la nomenclature OTAN, type Wisla). Elle était le deuxième navire de la marine polonaise à porter ce nom. Il avait le panneau tactique KTD 458 et le numéro de côté associé 458.

## Historique
Sa construction a commencé au chantier naval du Nord à Gdańsk le 7 avril 1972. L'unité terminée a été remise à la Marine et le 15 septembre, la première levée cérémonielle du drapeau militaire a eu lieu et a rejoint la 3e flottille à Gdynia. Il a été retiré du registre de la flotte le 31 janvier 1986.

### Préservation
Après son retrait, Odważny a été transférée au Musée régional. Le général Zygmunt Berling à Skarżysko-Kamienna, en 1990,  a rebaptisé le musée  Musée de L'aigle blanc (Muzeum im. Orła Białego). 
Le navire a été remorqué jusqu'à Sandomierz, d'où il a été emmené à Skarżysko-Kamienna, où il est actuellement exposé en plein air.

## Galerie

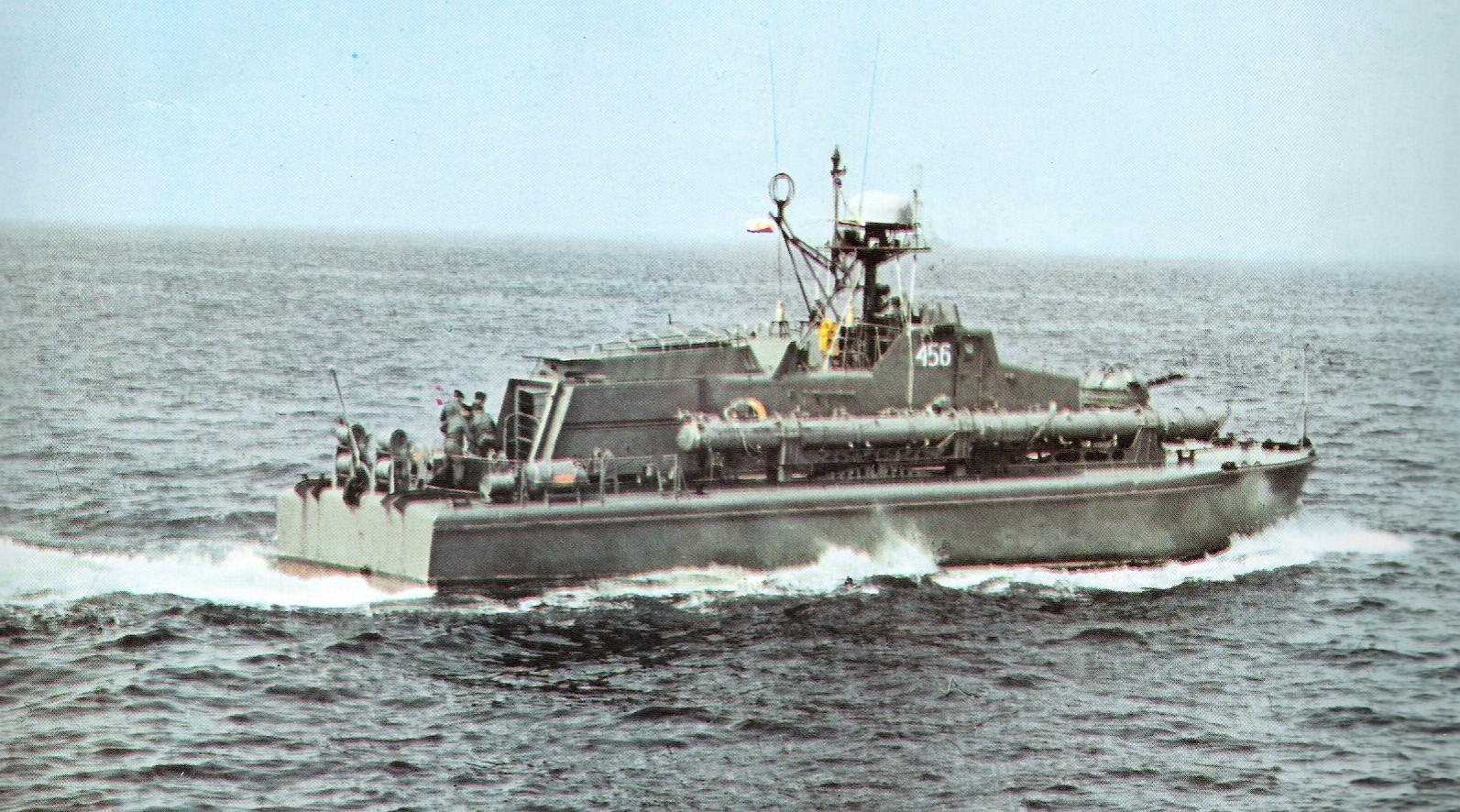
ORP Sprawny (1980)
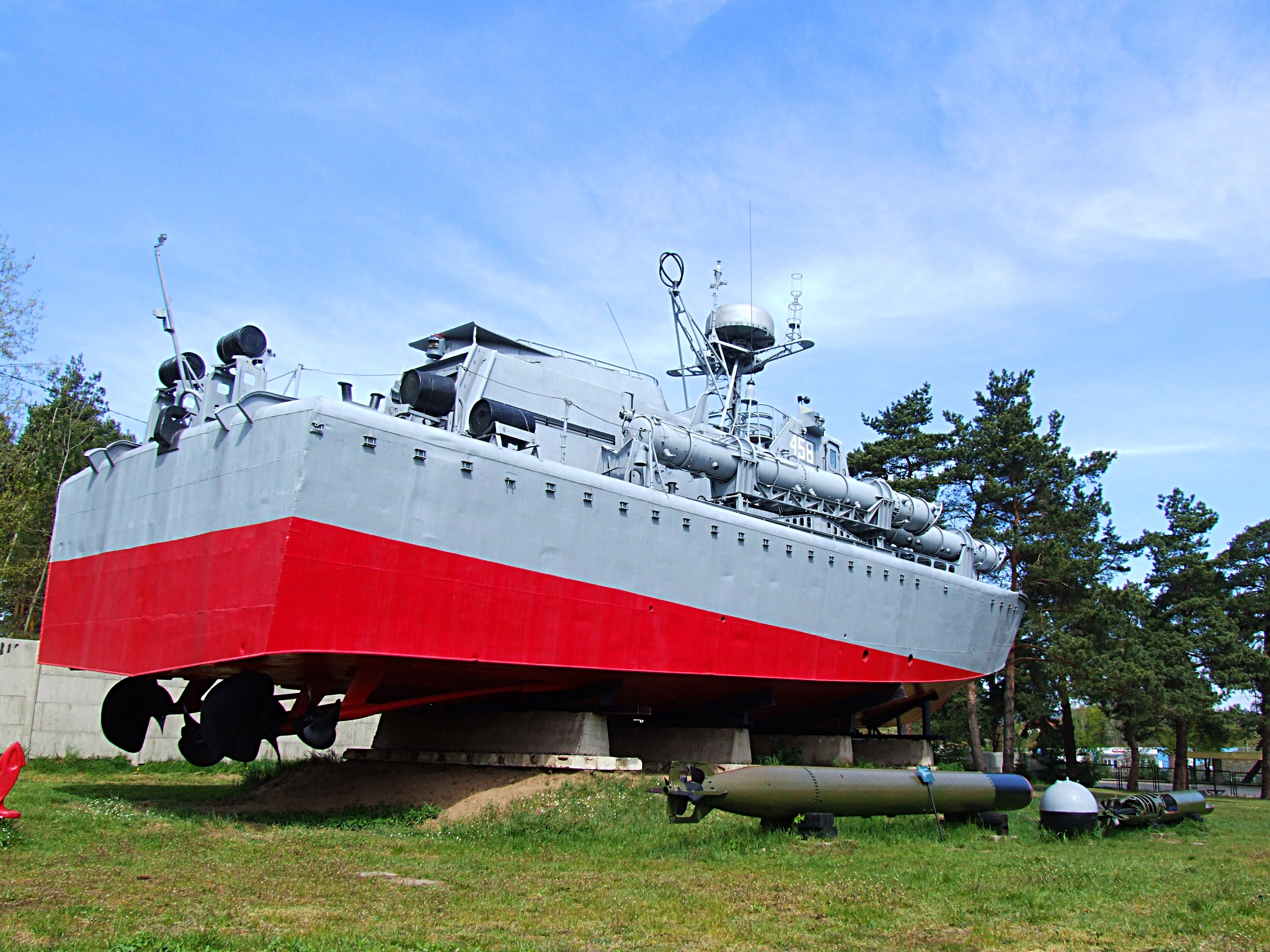
ORP Odwarny
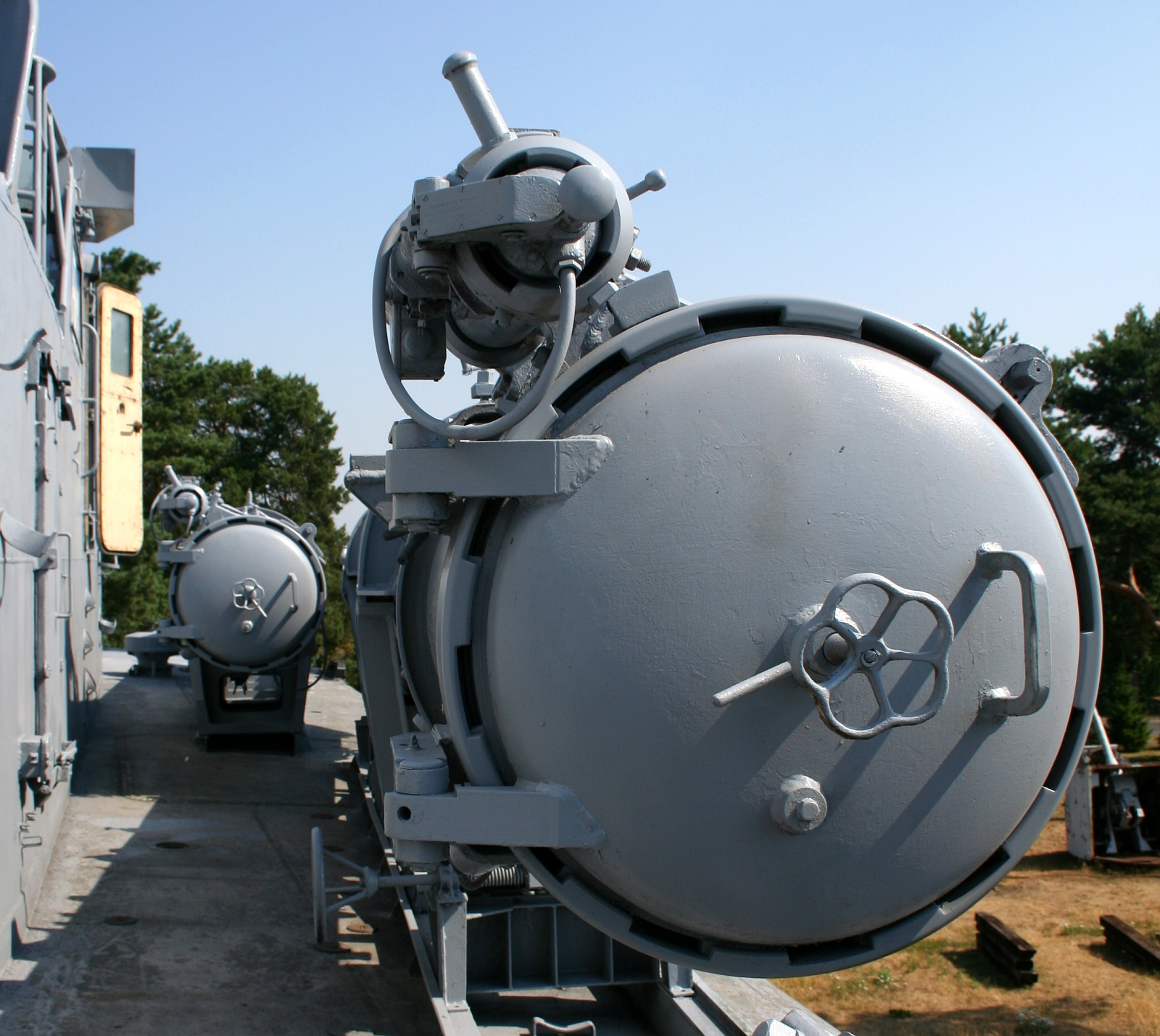
Tubeslance-torpilles